# Zhen
Zhen (chinois : 軫宿, pinyin : zhěn xiù) est une loge lunaire de l'astronomie chinoise. Son étoile référente (c'est-à-dire celle qui délimite la frontière occidentale de la loge) est γ Crateris. La loge occupe une largeur approximative de 17 degrés. L'astérisme associé à la loge contient, outre cette étoile, trois autres étoiles. En astrologie chinoise, cette loge est associée au groupe de l'oiseau vermillon du sud.